# Liste des édifices labellisés « Patrimoine du XXe siècle » de l'Oise
Cet article recense les monuments historiques protégé au titre du Patrimoine du XXe siècle du département de l'Oise, en France.

## Liste
| Monument                                                                    | Commune              | Adresse             | Coordonnées                      | Notice         | Protection | Date | Illustration               |
| --------------------------------------------------------------------------- | -------------------- | ------------------- | -------------------------------- | -------------- | ---------- | ---- | -------------------------- |
| Église Sainte-Jeanne-d'Arc de Margny-lès-Compiègne                          | Margny-lès-Compiègne | Avenue Octave Butin | 49° 25′ 28″ nord, 2° 49′ 06″ est | « PA60000095 » | Inscrit    | 2016 | Image manquante Téléverser |
| Nécropole nationale française et cimetière militaire allemand de Thiescourt | Thiescourt           | Rue de l'Église     | 49° 34′ 07″ nord, 2° 53′ 08″ est | « PA60000094 » | Inscrit    | 2016 | Image manquante Téléverser |